# Ярашева
Ярашева — деревня в Кудымкарском районе Пермского края. Входила в состав Верх-Иньвенского сельского поселения. Располагается на реке Сылве северо-западнее от города Кудымкара. Расстояние до районного центра составляет 38 км. По данным Всероссийской переписи населения 2010 года, в деревне проживало 45 человек (21 мужчина и 24 женщины).

## История
По данным на 1 июля 1963 года, в деревне проживало 68 человек. Населённый пункт входил в состав Вежайского сельсовета.